# Parti africain pour l'indépendance du Cap-Vert

Le drapeau du Parti africain pour l'indépendance du Cap-Vert

Le Parti africain pour l'indépendance du Cap Vert (en portugais : Partido Africano da Independência de Cabo Verde, PAICV) est un parti politique capverdien, issu de la séparation en 1980 d'avec le Parti africain pour l'indépendance de la Guinée et du Cap-Vert (PAIGC), à la suite d'un coup d’État en Guinée-Bissau qui déposa le président Luís Cabral, frère du héros de l’indépendance cap-verdienne Amílcar Cabral. Le PAICV est membre de l'Internationale socialiste. 

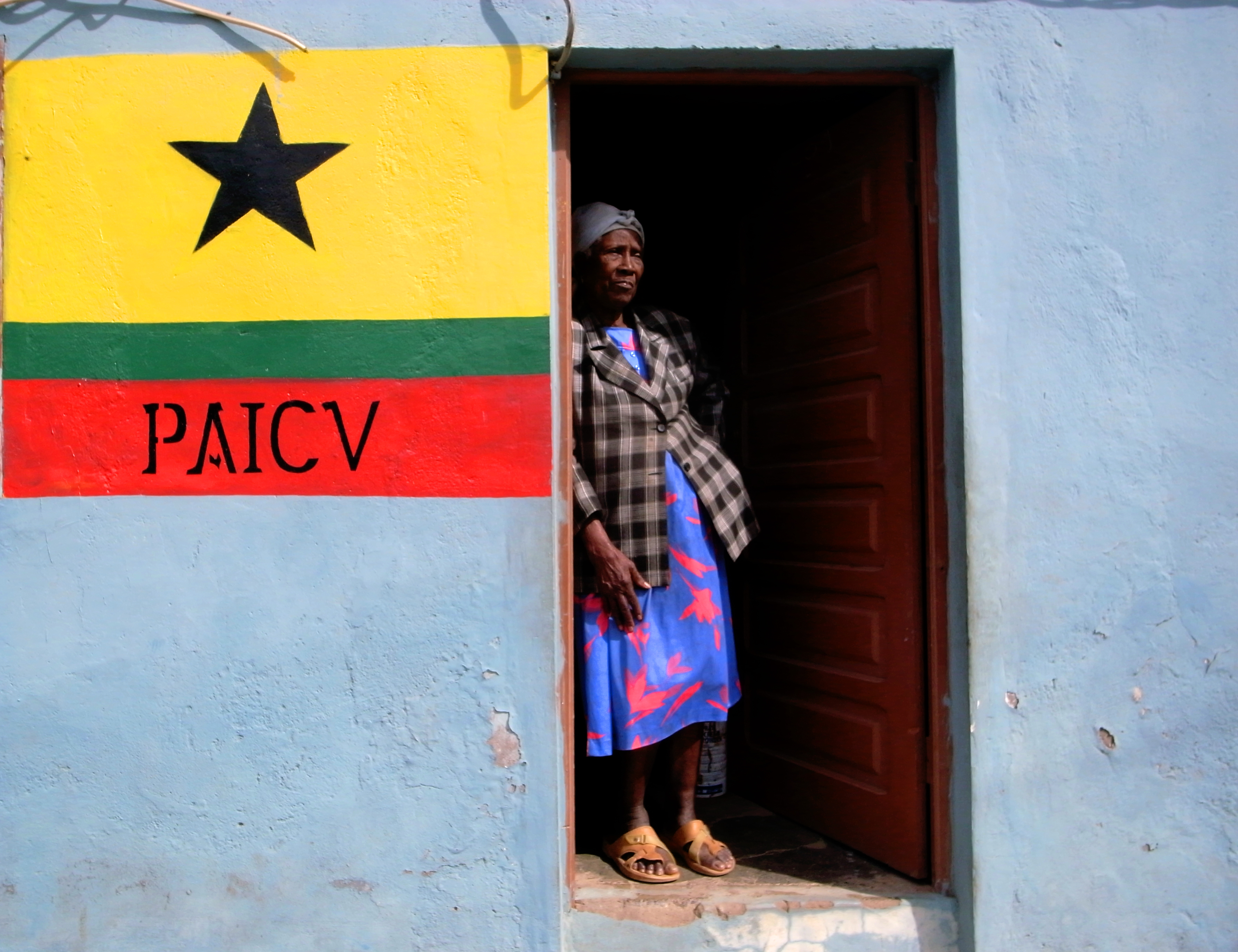
Emblème du PAICV à Santiago

Après l’indépendance du Cap-Vert en 1975, le PAICV dirigea seul le pays sous un système communiste à parti unique jusqu’en 1990. Il remporte ainsi les élections de 1975, de 1980 et de 1985 (étant le seul parti à présenter des candidats). Le multipartisme est instauré en 1991, et le parti perd les élections législatives de la même année ainsi que la première élection présidentielle ; il les perd aussi en 1995 et les remporte à celles de 2001,.
Lors de l’élection présidentielle des 11 et 25 février 2001, le candidat du PAICV, Pedro Pires, l'emporte sur Carlos Veiga avec seulement 12 voix d'avance. Le parti remporte 52,28 % des suffrages aux élections législatives du 22 janvier 2006, et 41 des 72 sièges de l’Assemblée nationale. Pedro Pires est élu président le 12 février 2006 contre Veiga avec 50,98 % des suffrages, lors de l'élection présidentielle.
En 2011, il perd l'élection présidentielle, tout en restant vainqueur des élections législatives, étant ainsi contraint à la cohabitation. Aux législatives de mars 2016, son concurrent, le Mouvement pour la démocratie (MPD) l’emporte avec plus de 53 % des voix devant le PAICV. Les résultats sociaux, économiques et l’usure du pouvoir après quinze ans de gouvernement ont pesé sur ce résultat du PAICV, bien que ce parti ait choisi de renouveler ses dirigeants peu de temps avant l’élection, en remplaçant à sa tête José Maria Neves par Janira Hopffer Almada. L'électorat confirme son choix dans la continuité des législatives en donnant la victoire au MPD dans les élections municipales puis présidentielles qui suivent : le PAICV a d'ailleurs renoncé à présenter un candidat, qui devait être José Maria Neves, à l'élection présidentielle,. Un congrès extraordinaire du PAICV est provoqué par Janira Hopffer Almada en février 2017.

## Résultats électoraux
| Année | Voix   | %      | Sièges  | +/–    | Rang | Position         |
| ----- | ------ | ------ | ------- | ------ | ---- | ---------------- |
| 1985  | 92 865 | 94,87% | 83 / 83 | Stable | 1er  | Majorité         |
| 1991  | 39 673 | 33,60% | 23 / 79 | 60     | 2e   | Opposition       |
| 1995  | 45 263 | 29,75% | 21 / 72 | 2      | 2e   | Opposition       |
| 2001  | 67 860 | 49,50% | 40 / 72 | 19     | 1er  | Majorité         |
| 2006  | 88 965 | 52,28% | 41 / 72 | 1      | 1er  | Majorité         |
| 2011  | 96 382 | 50,90% | 37 / 72 | 4      | 1er  | Majorité : Neves |
| 2016  | 86 078 | 38,16% | 29 / 72 | 6      | 2e   | Opposition       |
| 2021  | 86 926 | 39,50% | 30 / 72 | 1      | 2e   | Opposition       |